# Bau Boys
Bau Boys è stato un programma televisivo condotto da Marco Berry e trasmesso su Italia 1 nella stagione 2011-2012.

## Programma
Il programma ruotava intorno alle "avventure", realizzate in forma di docu-fiction di un gruppo di ragazzini (denominati "Bau Boys") guidati da Marco Berry, il cui compito è quello di salvare gli animali e tutelarli. I membri che fanno del gruppo sono: Picchio sensibile e intelligente, Falco il leader, Doc Il geniale e curioso "secchione", Pulce la ragazza, Tigre il coraggioso, Junior il goffo e il dispettoso riccio.

### Prima edizione
Il programma ha debuttato il 18 settembre 2011 tutte le domeniche dalle 19:00 alle 19:40, con la conduzione di Marco Berry.

### Seconda edizione
La seconda edizione ha visto diverse novità: il programma è andato in onda dal lunedì al venerdì, sempre su Italia 1, dal 27 febbraio 2012 dalle 17:10 alle 17:45, poi dal 2 aprile è passato alle ore 8:15 per via dei bassi ascolti, poi è stato nuovamente spostato alle 19:00 il sabato e la domenica, dove trova il suo maggior successo. Alla conduzione Marco Berry, Cristina Chiabotto, Arianna Bergamaschi e Manolo Martini.